# مجاعة كوريا الشمالية
كانت مجاعة كوريا الشمالية (بالكورية: 조선 기근)، والمعروفة أيضًا باسم المسيرة الشاقة أو مسيرة المعاناة (고난 의 행군)، فترة من المجاعة الجماعية جنبًا إلى جنب مع أزمة اقتصادية عامة من 1994 إلى 1998 في كوريا الشمالية.
نشأت المجاعة من مجموعة متنوعة من العوامل. تسبب سوء الإدارة الاقتصادية وفقدان الدعم السوفياتي في انخفاض إنتاج الغذاء والواردات بسرعة. أدت سلسلة من الفيضانات والجفاف إلى تفاقم الأزمة. لقد أثبتت حكومة كوريا الشمالية ونظامها المخطط مركزيًا أنهما غير مرنين بحيث لا يمكن كبح جماح الكارثة بفعالية. تقديرات عدد القتلى تختلف على نطاق واسع. فقد توفي، من بين إجمالي عدد السكان البالغ حوالي 22 مليون نسمة، ما يتراوح بين 240,000 و 3,500,000 كوري شمالي بسبب الجوع أو الأمراض المرتبطة بالجوع وبلغت الوفيات ذروتها في عام 1997. قدر تقرير مكتب الإحصاء الأمريكي لعام 2011 عدد الوفيات الزائدة من عام 1993 إلى عام 2000 بما يتراوح بين 500000 و 600000.

## المسيرة الشاقة
أصبح مصطلح «مسيرة شاقة» أو «مسيرة المعاناة» بمثابة استعارة للمجاعة في أعقاب حملة دعائية من قبل الدولة في عام 1993. لقد حث رودونج سينمون المواطنين الكوريين الشماليين على استدعاء ذكرى خرافة من عهد كيم إيل سونغ كقائد لمجموعة صغيرة من مقاتلي حرب العصابات المناهضين لليابان. توصف القصة، التي يشار إليها باسم «المسيرة الشاقة»، بأنها «تقاتل الآلاف من الأعداء بعشرين درجة تحت الصفر، تتصاعد من خلال تساقط الثلوج بكثافة وتجويع، العلم الأحمر يرفرف أمام الرتبة».
كجزء من حملة الدولة هذه، تم حظر استخدام كلمات مثل «المجاعة» و«الجوع» لأنها تتضمن فشل الحكومة. المواطنون الذين قالوا إن الوفيات بسبب المجاعة يمكن أن يكونوا في مشكلة خطيرة مع السلطات.

## الخلفية
تعرف المجاعة الكبرى في كوريا الشمالية بالعبارة الرسمية konanŭi haenggun (The Arduous March). لقد كانت واحدة من الأحداث الرئيسية في تاريخ كوريا الشمالية وقد أجبرت النظام وشعبه على التغيير بطرق أساسية وغير متوقعة.
حوالي 20% فقط من التضاريس الجبلية في كوريا الشمالية هي الأراضي الصالحة للزراعة. معظم الأراضي تخلو من الصقيع لمدة ستة أشهر فقط، مما يسمح بمحصول واحد فقط في السنة. لم تكن البلاد مكتفية ذاتيًا في الغذاء، واعتبر العديد من الخبراء أنه من غير الواقعي أن تحاول أن تكون كذلك. وبسبب تضاريس كوريا الشمالية، تتركز الزراعة بشكل أساسي بين الأراضي المسطحة للمقاطعات الساحلية الغربية الأربع. وهذا يسمح بموسم أطول نموًا، وأرض مستوية، وهطول أمطار غزيرة، وتربة مروية جيدًا تسمح بزراعة المحاصيل العالية. وبجانب المقاطعات الساحلية الغربية، فإن الأراضي الخصبة تمر أيضا عبر مقاطعات الساحل الشرقي. ومع ذلك، فإن المقاطعات الداخلية مثل Chagang و Ryanggang جبلية للغاية وباردة ولا تتساقط الأمطار فيها بكميات كافية لدعم الزراعة.
في الثمانينيات، بدأ الاتحاد السوفيتي في الإصلاح السياسي والاقتصادي وبدأ يطالب كوريا الشمالية بالسداد للمعونة السابقة والحالية وهو ما لم تتمكن كوريا الشمالية من فعله. وبحلول عام 1991، حل الاتحاد السوفيتي، وأنهى كل الامتيازات التجارية والمساعدات، مثل النفط الرخيص. وبدون مساعدة سوفيتية، انتهى تدفق الواردات إلى القطاع الزراعي في كوريا الشمالية، وأثبتت الحكومة عدم مرونة الاستجابة. انخفضت واردات الطاقة بنسبة 75%. لقد دخل الاقتصاد في دوامة هبوطية، حيث انخفضت الواردات والصادرات جنبًا إلى جنب. تتطلب مناجم الفحم التي غمرتها الفيضانات الكهرباء لتشغيل المضخات، وأدى نقص الفحم إلى تفاقم النقص في الكهرباء. تضررت الزراعة التي تعتمد على أنظمة الري التي تعمل بالكهرباء والأسمدة الصناعية والمبيدات الحشرية بشكل خاص من جراء الانهيار الاقتصادي.
عانى معظم الكوريين الشماليين من الحرمان التغذوي قبل فترة طويلة من منتصف التسعينيات. كانت البلاد ذات يوم تتغذى على نظام اقتصادي مخطط له مركزيًا وهو فائض في الإنتاج وقد وصل منذ فترة طويلة إلى حدود طاقته الإنتاجية لكته لم يستطع الاستجابة بفعالية للصدمات الخارجية.
برزت الشركات التجارية الحكومية في كوريا الشمالية كوسيلة بديلة لإدارة العلاقات الاقتصادية الخارجية. على مدى العقدين الماضيين، أصبحت هذه الشركات التجارية الحكومية قنوات مهمة لتمويل النظام، مع نسبة مئوية من جميع العائدات تذهب «مباشرة إلى حسابات كيم جونغ إيل الشخصية... [التي استخدمت] لتأمين والحفاظ على ولاء القيادة العليا».
سرعان ما حرضت البلاد على تدابير تقشفية، أطلق عليها اسم حملة «تناول وجبتين في اليوم». ثبت أن هذه التدابير غير كافية في وقف التدهور الاقتصادي. وفقًا للأستاذ عسلي سميث من جامعة كرانفيلد:
وبدون مساعدة من هذه البلدان، لم تتمكن كوريا الشمالية من الاستجابة بشكل مناسب للمجاعة القادمة. لبعض الوقت، ملأت الصين الفجوة التي خلفها انهيار الاتحاد السوفيتي ودعمت إمدادات الغذاء في كوريا الشمالية بمساعدة كبيرة. وبحلول عام 1993، كانت الصين تزود كوريا الشمالية بـ 77% من وارداتها من الوقود و 68% من وارداتها الغذائية. وهكذا، استبدلت كوريا الشمالية اعتمادها على الاتحاد السوفياتي بالاعتماد على الصين - مع عواقب وخيمة يمكن التنبؤ بها، لكن في عام 1993، واجهت الصين نقصاً في الحبوب وضرورة عملتها الصعبة، وخفضت بشكل حاد المساعدات إلى كوريا الشمالية.
في عام 1997، اتُهم سو كوان هوي، وزير الزراعة في كوريا الشمالية، بالتجسس لصالح حكومة الولايات المتحدة وتخريب الزراعة الكورية الشمالية عن قصد، مما أدى إلى المجاعة. ونتيجة لذلك، أُعدم علانية من قبل فرقة إطلاق النار من قبل حكومة كوريا الشمالية.

## الأسباب

### الفيضانات والجفاف
وفر التدهور الاقتصادي والسياسات الفاشلة السياق للمجاعة، ولكن فيضانات منتصف التسعينيات كانت السبب المباشر. وصفت الفيضانات في يوليو وأغسطس 1995 بأنها «ذات أبعاد كتابية» من قبل مراقبين مستقلين. وقدرت أنها تؤثر على ما يصل إلى 30 في المئة من البلاد.
في الوقت الذي دمرت فيه الفيضانات المدمرة البلاد في عام 1995، تم تدمير الأراضي الصالحة للزراعة والحصاد واحتياطيات الحبوب والبنية التحتية الاجتماعية والاقتصادية. أفادت إدارة الشؤون الإنسانية بالأمم المتحدة أنه «بين 30 يوليو و 18 أغسطس 1995، تسببت الأمطار الغزيرة في فيضانات مدمرة في جمهورية كوريا الديمقراطية الشعبية. في إحدى المناطق، في مقاطعة بيونغسان في مقاطعة هوانغهاي الشمالية، تم تسجيل 877 ملم من الأمطار في سبع ساعات فقط وكانت شدة الهطول غير معروفة في هذه المنطقة... تدفق المياه في نهر أمنوك الغارق، الذي يمتد على طول حدود كوريا / الصين، قُدر ب 4.8 مليار طن على مدار 72 ساعة. لم تسجل الفيضانات بهذا الحجم في 70 عامًا على الأقل.» 
لم تكن المشكلات الرئيسية التي أوجدتها الفيضانات هي تدمير أراضي المحاصيل وحصادها فحسب، بل أيضًا فقدان احتياطيات الحبوب الطارئة لأن الكثير منها تم تخزينه تحت الأرض. وفقًا للأمم المتحدة، فقد دمرت فيضانات عامي 1994 و1995 حوالي 1.5 مليون طن من احتياطي الحبوب، وذكرت مراكز السيطرة على الأمراض والوقاية منها أن 1.2 مليون طن (أو 12%) من إنتاج الحبوب قد فقدت في عام 1995 الفيضانات. كان هناك مزيد من الفيضانات الكبرى في عام 1996 والجفاف في عام 1997.
فقدت كوريا الشمالية حوالي 85% من قدرتها على توليد الطاقة بسبب الأضرار الناجمة عن الفيضانات التي لحقت بالبنية التحتية مثل محطات الطاقة الكهرومائية ومناجم الفحم ومرافق الإمداد والنقل. أفاد مسؤولو الأمم المتحدة أن نقص الطاقة في الفترة من 1995 إلى 1997 لم يكن بسبب نقص النفط، لأن محطتين فقط من إجمالي 24 محطة توليد كهرباء تعتمدان على زيت الوقود الثقيل لتوليد الطاقة... وهذه تم تزويدها من قِبل منظمة تنمية الطاقة في شبه الجزيرة الكورية. جاء حوالي 70٪ من الطاقة المولدة في كوريا الديمقراطية من مصادر الطاقة المائية، كما تسببت موجات الجفاف الشتوية في عامي 1996 و1997 (وانهيار أحد التوربينات المائية الكبيرة في نهر يالو) في حدوث نقص كبير في جميع أنحاء البلاد في ذلك الوقت مما قلص بشدة النقل بالسكك الحديدية (الذي كان يعتمد كليا تقريبا على الطاقة الكهربائية) والذي أدى بدوره إلى نقص إمدادات الفحم لمحطات الطاقة التي تعمل بالفحم التي وفرت 20% المتبقية من الطاقة في البلاد.
ومع ذلك، لم تجد دراسة أجريت عام 2008 أي اختلاف في تغذية الأطفال بين المقاطعات التي عانت من الفيضانات وتلك التي لم تفعل ذلك.

### فشل نظام التوزيع العام
تفاقم تعرض كوريا الشمالية للفيضانات والمجاعة بسبب فشل نظام التوزيع العام. رفض النظام اتباع سياسات من شأنها السماح باستيراد الأغذية وتوزيعها دون تمييز على جميع مناطق البلد. خلال المجاعة، تضررت الطبقة العاملة الحضرية في مدن وبلدات المقاطعات الشرقية من البلاد بشدة. يعكس توزيع الغذاء المبادئ الأساسية لتقسيم النظام الاشتراكي.
تم توزيع الطعام على الناس حسب وضعهم السياسي ودرجة ولائهم للدولة.
الهيكل على النحو التالي (يرى برنامج الأغذية العالمي أن 600 غرام من الحبوب في اليوم أقل من «حصة البقاء على قيد الحياة»):
| الفئة             | المبلغ المخصص  |
| ----------------- | -------------- |
| عامل صناعي متميز  | 900 جرام / يوم |
| عامل عادي         | 700 جرام / يوم |
| مواطن متقاعد      | 300 جرام / يوم |
| العمر 4 سنوات-2 ~ | 200 جرام / يوم |

ومع ذلك، فإن الفترة الطويلة من نقص الغذاء وضعت عبئًا على النظام، وقد انتشرت كمية المخصصات الغذائية المتاحة بشكل رقيق عبر المجموعات، مما أثر على 62% من السكان الذين كانوا يعتمدون تمامًا على التوزيع العام. كان النظام يغذي 6% فقط من السكان بحلول عام 1997.
| عام  | التغييرات                             |
| ---- | ------------------------------------- |
| 1987 | انخفاض 10 ٪                           |
| 1992 | خفضت 10 ٪ أخرى                        |
| 1994 | 470 جرام / يوم بانخفاض 420 جرام / يوم |
| 1997 | 128 جرام / يوم                        |

### أسباب طويلة الأجل
كانت المجاعة أيضا نتيجةً لسلسلة طويلة من القرارات الحكومية السيئة التي تراكمت ببطء على مدى عقود. تسببت محاولة اتباع نموذج اقتصادي مغلق في تخلي النظام عن إمكانية الانخراط في الأسواق الدولية واستيراد الأغذية وبدلًا من ذلك تقييد الطلب مثل تنفيذ حملة «دعونا نأكل وجبتين في اليوم» في عام 1991. لم تنجح محاولات زيادة الصادرات وكسب العملات الأجنبية من خلال منطقة Najin Sonbong للتجارة الحرة في عام 1991 - كانت تقع في الجزء الأكثر عزلة من كوريا الشمالية وتفتقر إلى أساس قانوني واضح للأعمال التجارية الدولية. كما فقدت الحكومة الكورية الشمالية الفرصة للخيار القصير الأجل للاقتراض من الخارج لتمويل واردات الأغذية بعد التخلف عن سداد القروض الأجنبية في سبعينيات القرن الماضي. قال هاغارد ونولان في كتابهما عن المجاعة في كوريا الشمالية: أوضحت الأسواق والمعونات والإصلاح هذا الأمر على أن «كوريا الشمالية أحرقت جسورها بالكامل في هذا الصدد.» بالإضافة إلى ذلك، قاومت الحكومة طلب المساعدة الخارجية لأطول فترة ممكنة، حتى لم يتبق خيار بديل على الإطلاق.

## الرعاية الصحية
أدت الإمدادات الطبية غير الكافية، وتلوث المياه والبيئة، وفشل الطاقة المتكرر، والتدريب الذي عفا عليه الزمن إلى أزمة الرعاية الصحية التي زادت من الدمار الشامل. وفقًا لوفد من اليونيسف في عام 1997، كانت المستشفيات نظيفة ولكن الأجنحة كانت خالية من أكثر الإمدادات ومعدات مقاييس ضغط الدم، وموازين الحرارة، والموازين، وأطباق الكلى، والملاعق، مجموعات إعطاء IV وغيرها بدائية. شهدت البعثة العديد من المرضى الذين عولجوا بمجموعات من زجاجات البيرة محلية الصنع IV التي كان من الواضح أنها ليست معقمة. غاب محلول الإماهة الفموية وحتى معظم الأدوية الأساسية مثل المسكنات والمضادات الحيوية.

## انتشار سوء التغذية
مع التدمير الواسع النطاق للحصاد والاحتياطيات الغذائية، أصبحت غالبية السكان في حاجة ماسة إلى الغذاء، بما في ذلك المناطق الراسخة في إنتاج الغذاء. في عام 1996، أفيد أن الناس في «ما يسمى الأجزاء الأفضل حالًا بالبلاد، كانوا جوعى بحيث يأكلون الذرة الكيزان قبل وقد نضوج هذا المحصول بالكامل». هذا خفض الإنتاج المتوقع من الحصاد الذي دمرته بالفعل بنسبة 50%.
تأثر الناس في كل مكان بالأزمة، بغض النظر عن الجنس أو الانتماء أو الطبقة الاجتماعية. تم العثور على سوء التغذية لدى الأطفال، كما يتضح من نقص الوزن الشديد بنسبة 3% في عام 1987 و14% في عام 1997 و7% في عام 2002.
| عام                       | 1989 | 1990 | 1991 | 1992 | 1993 | 1994 | 1995 | 1996 | 1997 |
| ------------------------- | ---- | ---- | ---- | ---- | ---- | ---- | ---- | ---- | ---- |
| أرز مطحون (مليون طن)      | 3.24 | 3.36 | 3.07 | 3.34 | 3.56 | 2.18 | 1.40 | 0.98 | 1.10 |
| الذرة المحصودة (مليون طن) | 4.34 | 3.90 | 4.20 | 3.72 | 3.94 | 3.55 | 1.37 | 0.83 | 1.01 |

### الجيش
سونغون هي سياسة كوريا الشمالية «العسكرية الأولى»، التي تعطي الأولوية للجيش الشعبي الكوري في شؤون الدولة وتخصص الموارد الوطنية لـ«الجيش أولًا». ومع إعطاء القوات المسلحة الأولوية لتوزيع المواد الغذائية، فإن هذا لا يعني أن جميعهم تلقوا حصصًا سخية.
كان من المفترض أن يجد الجيش طرقًا لزراعة الأغذية لإطعام نفسه وتطوير صناعات تسمح له بشراء الأغذية والإمدادات من الخارج. كانت حصص الإعاشة التي تلقاها الأفراد العسكريون أساسية للغاية، و«ظل الجنود العاديون في الجيش البالغ عددهم مليون جندي يعانون من الجوع، وكذلك أسرهم، الذين لم يتلقوا معاملة تفضيلية لمجرد أن الابن أو الابنة كانوا يخدمون في القوات المسلحة».

### النساء
عانت النساء بشكل كبير بسبب البنية الجنسانية في المجتمع الكوري الشمالي، والتي اعتبرت النساء المسؤولات عن الحصول على الغذاء والماء والوقود لعائلاتهن، والتي غالبًا ما تضمنت أسرًا ممتدة. وفي الوقت نفسه، كان للمرأة أعلى معدل مشاركة في القوى العاملة في أي بلد في العالم، بحساب 89% لذلك، كان على النساء البقاء في القوة العاملة والحصول على الإمدادات لعائلاتهن.
واجهت النساء الحوامل والمرضعات صعوبات شديدة في الحفاظ على صحة جيدة؛ ارتفعت معدلات وفيات الأمهات إلى حوالي 41 لكل 1000، في حين أن المضاعفات البسيطة مثل فقر الدم والنزيف والولادة المبكرة أصبحت شائعة بسبب نقص الفيتامينات. قُدر أن عدد المواليد انخفض بنحو 0.3 طفل لكل امرأة خلال تلك الفترة.

### الأطفال
كان الأطفال، وخاصة أولئك الذين تقل أعمارهم عن سنتين، الأكثر تضرراً من كل من المجاعة والفقر في تلك الفترة. أبلغت منظمة الصحة العالمية عن معدلات وفيات الأطفال عند 93 من كل 1000، بينما تم ذكر معدلات وفيات الأطفال عند 23 من كل 1000. وجدت الأمهات ناقصات التغذية صعوبة في الرضاعة الطبيعية. لا يوجد بديل مناسب لهذه الممارسة المتاحة. لم يتم إنتاج حليب الأطفال محليًا، ولم يتم استيراد سوى كمية صغيرة منه.
أسفرت المجاعة عن وجود عدد من الأطفال المشردين والمهاجرين المعروفين باسم كوتجيبي.

## يقدر عدد الوفيات
العدد الدقيق للوفيات خلال المرحلة الحادة من الأزمة، من 1994 إلى 1998، غير مؤكد. وفقًا للباحث أندريه لانكوف، تعتبر كلتا النهايتين العليا والمنخفضة من التقديرات غير دقيقة. في عامي 2001 و2007، قدرت مجموعات مستقلة من الباحثين أن ما بين 600000 إلى مليون شخص، أو 3 إلى 5 في المئة من السكان قبل الأزمة، ماتوا بسبب الجوع والأمراض المرتبطة بالجوع. في عام 1998، ذكر موظفو الكونجرس الأمريكي الذين زاروا البلاد ما يلي: «لذلك، قدمنا مجموعة من التقديرات، من 300000 إلى 800000 شخص يموتون سنويًا، وبلغوا ذروتهم في عام 1997. ومن شأن ذلك أن يجعل العدد الإجمالي للوفيات الناجمة عن نقص الغذاء في كوريا الشمالية يتراوح بين 900000 و 2.4 مليون بين عامي 1995 و 1998». وجد فريق W. Courtland Robinson أن 245,000 حالة وفاة «زائدة» (ارتفاع معدل الوفيات نتيجة الوفاة المبكرة)، 12 في المائة من السكان في منطقة واحدة متأثرة. إن أخذ هذه النتائج كحد أعلى واستقراء في جميع سكان كوريا الشمالية في جميع أنحاء مقاطعات البلاد ينتج حدًا أقصى قدره 2,000,000 حالة وفاة بسبب المجاعة. أندرو ناتسيوس وآخرون يقدر عددهم بنحو 2-3 مليون حالة وفاة.
وفقا لبحث أجراه مكتب الإحصاء الأمريكي في عام 2011، كان النطاق المحتمل للوفيات الزائدة بين عامي 1993 و2000 يتراوح بين 500000 و 600000، وما مجموعه 600000 إلى 1000,000 حالة وفاة زائدة من عام 1993 إلى عام 2008.

## الأسواق السوداء
في الوقت نفسه تميزت سنوات المجاعة بإحياء دراماتيكي لأنشطة السوق الخاصة غير القانونية. ازدهرت عمليات التهريب عبر الحدود، وانتقل ما يصل إلى 250,000 كوري شمالي إلى الصين. ذكر أمارتيا سن الحكم السيئ باعتباره أحد المشكلات الهيكلية والاقتصادية التي ساهمت في المجاعة، لكن يبدو أن المجاعة أدت أيضًا إلى فساد حكومي واسع النطاق، مما أدى تقريبًا إلى انهيار الضوابط واللوائح الحكومية القديمة.
عندما أصبح الوقود شحيحًا بينما ارتفع الطلب على الخدمات اللوجستية، يُطلق على servi-cha (Korean تم تشكيل عمليات «سيارات الخدمة»، حيث يوفر رجل أعمال النقل للشركات والمؤسسات والأفراد دون الوصول إلى وسائل النقل الأخرى، في حين أن السيارة مملوكة رسميًا من قبل مؤسسة أو وحدة شرعية توفر أيضًا تصاريح نقل. أصبح شعب كوريا الشمالية أقل اعتمادًا على حكومتهم وأصبحوا يثقون بأسرة كيم بدرجة أقل.
مع اليأس المستمد من المجاعة والتجارة غير الرسمية والتجارية، طور الكوريون الشماليون سوقهم السوداء، وعلاوة على ذلك، فقد كانوا على قيد الحياة عن طريق التكيف. وصف أندري لانكوف العملية بأنها «الموت الطبيعي لستالينية كوريا الشمالية».
كان متوسط الراتب الرسمي في عام 2011 يعادل 2 دولار أمريكي شهريًا، في حين يبدو أن الدخل الشهري الفعلي يبلغ حوالي 15 دولارًا أمريكيًا لأن معظم الكوريين الشماليين يكسبون أموالًا من الشركات الصغيرة غير القانونية: التجارة، وزراعة الكفاف، والحرف اليدوية. تهيمن النساء على الاقتصاد غير القانوني لأن الرجال يجب أن يحضروا أماكن عملهم الرسمية مع أن معظم المصانع لا تعمل.

## استجابة دولية
بدأت المساعدات الأولية لكوريا الشمالية في أوائل عام 1990، بدعم محدود من الجماعات الدينية في كوريا الجنوبية وبمساعدة من اليونيسف. في أغسطس 1995 قدمت كوريا الشمالية طلبًا رسميًا للحصول على مساعدات إنسانية ورد المجتمع الدولي وفقًا لذلك:
| الجهات المانحة             | 1995 | 1996 | 1997 | 1998 | 1999 | 2000 | 2001 | 2002 | 2003 | 2004 | 2005 | 2006 | 2007 | 2008 | 2009 | 2010 | 2011 | مجموع |
| -------------------------- | ---- | ---- | ---- | ---- | ---- | ---- | ---- | ---- | ---- | ---- | ---- | ---- | ---- | ---- | ---- | ---- | ---- | ----- |
| كوريا الجنوبية             | 150  | 3    | 60   | 48   | 12   | 352  | 198  | 458  | 542  | 407  | 493  | 80   | 431  | 59   |      | 23   |      | 3314  |
| الصين                      |      | 100  | 150  | 151  | 201  | 280  | 420  | 330  | 212  | 132  | 451  | 207  | 264  |      | 116  |      |      | 3015  |
| الولايات المتحدة الأمريكية |      | 22   | 193  | 231  | 589  | 351  | 319  | 222  | 47   | 105  | 28   |      |      | 171  | 121  | 1    |      | 2400  |
| الآخرين                    | 394  | 380  | 501  | 361  | 198  | 248  | 571  | 168  | 143  | 201  | 125  | 20   | 26   | 145  | 61   | 71   | 47   | 3661  |
| مجموع                      | 544  | 505  | 904  | 791  | 1000 | 1231 | 1508 | 1178 | 944  | 845  | 1097 | 307  | 721  | 375  | 298  | 95   | 47   | 12390 |

وبدءًا من عام 1996، بدأت الولايات المتحدة أيضًا في شحن المعونات الغذائية إلى كوريا الشمالية من خلال برنامج الأغذية العالمي للأمم المتحدة لمكافحة المجاعة. بلغت الشحنات ذروتها في عام 1999 بحوالي 600000 طن مما جعل الولايات المتحدة أكبر مانح للمعونة الأجنبية إلى البلاد في ذلك الوقت. وفي عهد إدارة بوش شهدت المساعدات انخفاضًا كبيرًا عامًا بعد عام من 320,000 طن في عام 2001 إلى 28000 طن في عام 2005. تعرضت إدارة بوش لانتقادات لاستخدام «الغذاء كسلاح» خلال المحادثات بشأن برنامج الاسلحة النووية لكوريا الشمالية، لكنها أصرت على أن الوكالة الأميركية للتنمية الدولية كانت لديها المعايير نفسها بالنسبة لجميع البلدان والوضع في كوريا الشمالية قد «تحسنت بشكل ملحوظ منذ انهيارها في منتصف التسعينيات».
ظلت كوريا الجنوبية (قبل حكومة لي ميونغ باك) والصين أكبر الجهات المانحة للمساعدات الغذائية لكوريا الشمالية. تعترض الولايات المتحدة على هذا الأسلوب في التبرع بالغذاء بسبب رفض الدولة الكورية الشمالية السماح لممثلي الجهات المانحة بالإشراف على توزيع مساعداتهم داخل كوريا الشمالية. مثل هذا الإشراف من شأنه أن يضمن عدم الاستيلاء على المساعدات وبيعها من قبل النخب المرتبطة جيدًا أو تحويلها لإطعام جيش كوريا الشمالية الكبير. في عام 2005 قدمت كوريا الجنوبية والصين معًا ما يقرب من مليون طن من المساعدات الغذائية، ساهم كل منهما بنصف.
قُطعت المساعدات الإنسانية من جيران كوريا الشمالية في بعض الأحيان من أجل حثها على استئناف المحادثات التي قاطعتها. على سبيل المثال قررت كوريا الجنوبية «تأجيل النظر» في 500000 طن من الأرز في الشمال في عام 2006، لكن فكرة توفير الغذاء كحافز واضح (بدلاً من استئناف «المساعدات الإنسانية العامة») قد تم تجنبها. كما كان هناك انقطاع في المساعدات بسبب انتشار سرقة عربات السكك الحديدية التي تستخدمها الصين البرية لتقديم الإغاثة الغذائية.

## تطورات ما بعد المجاعة
كوريا الشمالية لم تستأنف بعد الاكتفاء الذاتي الموثوق في إنتاج الغذاء، وهي تعتمد بشكل دوري على المساعدات الغذائية الخارجية من كوريا الجنوبية والصين والولايات المتحدة واليابان والاتحاد الأوروبي ودول أخرى. في عام 2002، طلبت كوريا الشمالية عدم وصول الإمدادات الغذائية. أحرزت كوريا الشمالية تقدماً في تحسين الأمن الغذائي منذ التسعينيات، وأصبحت مستويات سوء التغذية في معظم السنوات أقل مقارنةً ببعض البلدان الآسيوية الأكثر ثراءً.
في منتصف الألفينيات من القرن الماضي، أبلغ برنامج الأغذية العالمي أن ظروف المجاعة في خطر وشيك بالعودة إلى كوريا الشمالية، وورد أن الحكومة حشدت الملايين من سكان المدن من أجل مساعدة مزارعي الأرز. في عام 2012، أبلغ برنامج الأغذية العالمي أنه سيتم إرسال الطعام إلى كوريا الشمالية في أقرب وقت ممكن. تتم معالجة الطعام أولاً بواسطة معالج محلي، ثم يتم توصيله مباشرة إلى مواطني كوريا الشمالية.
زاد الإنتاج الزراعي من حوالي 2.7 مليون طن متري في عام 1997 إلى 4.2 مليون طن متري في عام 2004. في عام 2008، ظل نقص الغذاء يمثل مشكلة في كوريا الشمالية، وإن كان أقل من منتصف التسعينيات. أدت الفيضانات في عام 2007 وخفض المساعدات الغذائية إلى تفاقم المشكلة.
في عام 2011، خلال زيارة قام بها إلى كوريا الشمالية، ذكر الرئيس الأمريكي السابق جيمي كارتر أن ثلث الأطفال في كوريا الشمالية يعانون من سوء التغذية ونقص النمو بسبب نقص الغذاء. وقال أيضًا إن حكومة كوريا الشمالية خفضت كمية الغذاء اليومية من 1,400 إلى 700 كيلو سعرة (5,900 إلى 2,900 كـجول) في عام 2011. يعتقد بعض العلماء أن كوريا الشمالية تبالغ عن قصد في نقص الغذاء، وتهدف إلى الحصول على إمدادات غذائية إضافية للاحتفالات الجماعية المخططة بعيد ميلاد كيم إيل سونغ في عام 2012 عن طريق المساعدات الخارجية.
أفاد الكوريون الشماليون الذين فروا في سبتمبر 2010 أن الجوع قد عاد إلى الأمة. أفادت تقارير أن أطفال ما قبل المدرسة في كوريا الشمالية يتراوح طولهم بين 3 و4 سم في المتوسط (1.2 إلى 1.6 بوصة) أقصر من الكوريين الجنوبيين، وقال بعض الباحثين أنه لا يمكن تفسير ذلك إلا من خلال ظروف المجاعة وسوء التغذية. معظم الناس يأكلون اللحوم فقط في أيام العطلات الرسمية وذكرى ميلاد كيم إيل سونغ وكيم جونغ إيل.
زعم تقرير صادر عن طوكيو شيمبون في أبريل 2012 أنه منذ وفاة كيم جونغ إيل في ديسمبر 2011، كان حوالي 20 ألف شخص قد جوعوا حتى الموت في مقاطعة هوانغهاي الجنوبية. زعم تقرير آخر صادر عن وكالة الصحافة اليابانية في يناير 2013 أن أكثر من 10000 شخص لقوا حتفهم في مقاطعة هوانغهاي الشمالية والجنوبية. بدأت وكالات أنباء دولية أخرى في تعميم قصص أكل لحوم البشر.
من ناحية أخرى، أبلغ برنامج الأغذية العالمي عن سوء التغذية ونقص الغذاء، ولكن ليس مجاعة. في عام 2016، أبلغت لجنة الأمم المتحدة لحقوق الطفل عن انخفاض مطرد في معدل وفيات الرضع منذ عام 2008. وجد تحليل أكاديمي في عام 2016 أن الوضع قد تحسن بشكل كبير منذ التسعينيات وأن مستويات الصحة والتغذية في كوريا الشمالية كانت على قدم المساواة مع البلدان النامية الأخرى. في عام 2017، جادل المحلل أندريه لانكوف بأن التنبؤات السابقة بالعودة إلى المجاعة كانت لا أساس لها، وأن أيام الجوع قد مضت منذ فترة طويلة.
وجدت دراسة استقصائية أجريت عام 2017 أن المجاعة قد شوهت التركيبة السكانية لكوريا الشمالية، مما أثر بشكل خاص على الأطفال الذكور. تشكل النساء اللائي تتراوح أعمارهن بين 20 و24 عامًا 4% من السكان، بينما يشكل الرجال في نفس الفئة العمرية 2.5% فقط. انخفض سوء التغذية المزمن أو المتكرر من 28 في المائة في عام 2012 إلى 19 في المائة في عام 2017.
في يونيو عام 2019 وبعد تقرير صادر عن الأمم المتحدة يفيد بأن كوريا الشمالية قد شهدت أسوأ محاصيلها منذ أكثر من عقد من الزمان إلى جانب النقص الحاد في الغذاء الذي أثر على 40% من سكان كوريا الشمالية. سنت كوريا الجنوبية خطة لتوفير مساعدات غذائية بقيمة 8 ملايين دولار إلى كوريا الشمالية. يُنظر على نطاق واسع إلى مساعدة حكومة كوريا الجنوبية لكوريا الشمالية على أنها تتضمن أجندة سياسية لتحسين العلاقات بين الكوريتين، مع إصرار حكومة كوريا الجنوبية على فصل المساعدات عن السياسة.

## روابط خارجية
- حساب صحيفة (ديلي تلغراف) بما في ذلك وفاة المجاعة لأطفال رياض الأطفال.
- خدمة غابات كوريا